# امباتولای، ایوسی
امباتولای، ایوسی (به لاتین: Ambatolahy, Ihosy) یک سکونتگاه مسکونی در ماداگاسکار است که در ایهورومبه واقع شده‌است.

## خصوصیات
امباتولای ۱۰٬۰۰۰ نفر جمعیت دارد و ۱٬۰۵۹ متر بالاتر از سطح دریا واقع شده‌است.